# Doctor Snuggles
Doctor Snuggles is een Britse tekenfilmserie. Het werd bedacht door de Ierse schrijver Jeffrey O'Kelly in 1966. De tekenfilm kwam op de televisie in 1979 en werd geproduceerd door de Nederlandse maatschappij Polyscope. Er zijn 13 afleveringen van 25 minuten gemaakt, die door de AVRO in 65 delen van 5 minuten zijn uitgezonden van 1979 t/m 1981. In 1983 is de serie herhaald, maar dan in de oorspronkelijke 13 delen. De stem Doctor Snuggles werd ingesproken door Peter Ustinov in de originele serie. In de Nederlandse bewerking werd de stem door Jules Croiset vertolkt.

## Afleveringen
De eerste zes afleveringen zijn geschreven door Richard Carpenter. Douglas Adams en John Lloyd hebben aflevering 7 en 12 geschreven, Loek Kessels aflevering 9. De overige afleveringen zijn van de hand van Paul Halas.
1. De geboorte van de Superrobot Mathilda Blikvanger
2. De vreemde vliegreis van de Marmaladeboom
3. De brutale ontvoering van Juf Netjes
4. Het geheim van de Toverpaddenstoel
5. De zieke kat
6. De magische diamant
7. De raadselachtige waterdiefstal
8. Pas op voor de vuurventjes
9. De grote ballonrace
10. De wonderbaarlijke krachten van de toverdoos
11. De bevrijding van de Kukels
12. Het grote verdwijnmysterie
13. De grote reis naar Hopocopoco

## Het verhaal
Doctor Snuggles is een altijd opgewekt heertje en woont in een magisch land waar de dieren en diverse voorwerpen kunnen praten. Hij is uitvinder van de gekste dingen zoals de raket 'De Ruimte-plof-plof'. Hij kan zich supersnel verplaatsen door het land met een andere gekke uitvinding, 'Pluutje'. Pluutje ziet eruit als een gewone paraplu maar hij kan nog veel meer dan zijn baasje beschermen tegen de regen. Pluutje kan springen, vliegen en heeft nog heel veel andere mogelijkheden ingebouwd gekregen door Doctor Snuggles.
Dennis de das en de kleine muis Nobby zijn de twee trouwe assistenten van Doctor Snuggles. Samen met hen maakt hij er meer dan eens een echte bende van in de levende multifunctionele schuur, 'Krikkety Krak', waar hij zijn uitvindingen bedenkt. Ook een handige uitvinding die hij gemaakt heeft de 'Wie-wat-waar' machine. Hiermee kan hij overal ter wereld kijken wat er gebeurt, en kan hij voorspellingen raadplegen.
Een grote ergernis van zijn oude huishoudster Juf Netjes is dat ze rommel haat. Om haar te helpen met het vele schoonmaakwerk bouwt Doctor Snuggles een robot, die de naam Mathilda Blikvanger krijgt.
Het is algemeen geweten dat Doctor Snuggles altijd klaarstaat om dieren en mensen te helpen. Hij heeft daarvoor ook de hulp van de Kosmokat, een wezen van een andere planeet dat met zijn vooruitziende blik heel wat raadsels kan oplossen. Hij woont bij de aardige Oma Troetel, die een kattenziekenhuis heeft.
Doctor Snuggles heeft ook een vriend, Ome Bill de wereldreiziger, die op de bodem van de zee woont in een zelfgebouwde onderzeeër, 'De Diepzeekreeft'.
Soms is er ook een probleem op een andere planeet of ligt een probleem op Aarde aan ruimtewezens en dan gaan Doctor Snuggles, Dennis en Nobby op reis met de Ruimte-plof-plof. Tijdens een van die reizen leren ze Bobbel, de sproetekameel kennen die op de Lavendelplaneet woont met zijn drie Lavendelschapen.
Doctor Snuggles heeft overal veel vrienden maar hij heeft ook een rivaal. Professor Emerald is een tovenaar die het land wil veroveren en vaak ruzie zoekt met Doctor Snuggles. Ook Willie, de verschrikkelijke vos en zijn kompaan Charlie de rat durven de goede daden van Doctor Snuggles weleens te dwarsbomen.
Doctor Snuggles laat het echter niet aan zijn hart komen en blijft zijn vrolijke, aardige, optimistische zelf want hij wil van de wereld een betere plaats maken.

## VHS & DVD (Nederlandstalig)
Diverse afleveringen zijn uitgebracht op videoband. Daarnaast zijn er drie DVD's met elk drie afleveringen en is aflevering 1 als gratis DVD verkrijgbaar geweest:
- promotie-DVD bij supermarkten: De geboorte van de Superrobot Mathilda Blikvanger
- Deel 1, "Het geheim van de toverpaddestoel", bevat afleveringen 4, 12, en 2.
- Deel 2, "De grote reis naar Hopocopoco", bevat afleveringen 10, 13, en 3.
- Deel 3, "De bevrijding van de Kukels", bevat afleveringen 8, 11, en 6.

Afleveringen 5, 7, en 9 lijken niet uitgebracht te zijn op DVD, hoewel deze vroeger wel op VHS zijn verschenen.